# Gustav Christian Friedrich Scholl
Gustav Christian Friedrich Scholl (* 27. Juni 1798 in Cannstatt; † 22. April 1837 in Welzheim) war ein deutscher Jurist und Politiker. Er war Oberamtmann des Oberamts Welzheim (1832–1837).

## Leben
Als Sohn des Cannstatter Stadtschreibers geboren, studierte er Rechtswissenschaften in Tübingen, wo er 1816 Mitglied der Burschenschaft Arminia Tübingen wurde.  Nach seinem Abschluss wurde er 1823 Oberamtsaktuar in Waiblingen und Göppingen und war dann Referendar bei der Regierung des Jagstkreises in Ellwangen und dann bis 1830 beim Innenministerium in Stuttgart tätig. 1830 wurde er Oberamtsverweser in Ehingen und ab 1831 erst Oberamtsverweser, dann ab 1832 Oberamtmann des Oberamts Welzheim.